# 厦门美国领事馆
厦门美国领事馆（英語：American Consulate, Amoy）是清朝、中华民国时期美国设在福建厦门的外交代表机构，机构始设于清朝光绪三十二年（1906年），领事馆建筑则建立于民国19年（1930年），民国35年（1946年）正式撤销，并借予菲律宾驻厦门领事馆使用。现今建筑产权已归中华人民共和国所有，经修缮后将作为音乐主题展览馆对外开放。

## 历史

### 清朝时期
清朝道光二十三年（1843年），在鸦片战争中取胜的英国率先在鼓浪屿设立厦门英国领事事务所，翌年七月，美国政府派遣哥伦布（Columbus）赴鼓浪屿田尾路成立交通邮政办事处并代行领事馆事务，该办事处是第二个在鼓浪屿成立的外国派驻厦门的领事机构。咸丰九年（1859年），美国领事海雅（Hyatt, T. H.）在鼓浪屿建造领事公馆。同治四年（1865年），领事李让礼和清政府协商后，租得三和路（今三明路）的一座楼房，领事馆先将该地块供给外商创办的海上医院（Marine Hospital）使用，光绪十七年（1891年）医院倒闭，两年后美国政府依合同将地块收回，并自用于建造领事馆建筑。光绪三十二年（1906年）六月，交通邮政办事处正式升格为厦门美国领事馆。在甲午战争结束前，领事馆在部分时期兼辖对台湾的外交事务。

### 中华民国时期

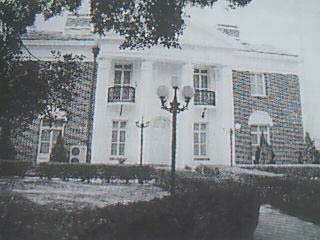
1932年时的厦门美国领事馆

中华民国成立后，厦门美国领事馆继续作为美国在此的外交机构。民国19年—20年（1930年—1931年），美国在三和路26号的领事馆原址上翻建起一座两层楼房作为新的馆舍，其时的领事馆领区兼管闽南与闽西，并雇佣5名华人雇员，分管翻译员、通译、会计、出纳和打字员的工作。
民国30年（1941年），日本发动太平洋战争，美国领事馆撤离鼓浪屿，馆舍被登岛的日军查封。抗日战争结束后，美国于民国35年（1946年）派遣副领事柯芬（Coffin）赴鼓浪屿办理结束馆务的手续，领事事务交由美国驻上海总领事馆代办，翌年3月，菲律宾在厦门设立驻华第一领事馆，不久后即迁往美国领事馆办公。民国38年（1949年）8月，菲律宾外交部因中国时局紧张，宣布暂时关闭领事馆。

### 中华人民共和国时期
中华人民共和国成立后，美国领事馆建筑被厦门市政府用作干部疗养所。1979年10月，该建筑被划给福建省海洋研究所使用。1992年，厦门将领事馆建筑进行装修，改名为“华风山庄”，作为旅游酒店对外营业。2006年，国务院将领事馆旧址建筑列为全国重点文物保护单位鼓浪屿近代建筑群的子项目之一。至2010年代，酒店停业，一度有商贩进入空置的建筑进行非法的经营活动。2024年，鼓浪屿管理委员会完成了对领事馆建筑的修缮工作，计划将其改建为音乐主题的展览馆。

## 建筑
现存的领事馆大楼翻建于1930年，为折衷主义的美国式砖混结构建筑，坐西南朝东北，建筑面积1020平方米，平面呈工字形，立面则为横竖三段式，东侧凹入并建有外廊，立有六根乳白色的科林斯柱式的巨型柱子，将建筑分为5开间，柱头饰以夸张的百合花纹样；房屋的南北两翼砌筑红砖实墙，两翼朝东一侧的突出立面上部建有相互对称的三角山墙，南翼另设有朝南的入口，立有四根科林斯柱支持三角山墙的突出门廊。馆舍高10.8米，檐口高约8米，地上为双层，一层为领事办公室，二层为领事公馆，地下建有一层；顶部建有隔热层，洋瓦坡面。院落占地6300平方米，三面被花圃庭园包围，院内亦建有网球场、排球场、石椅石桌等设施。

## 历任领事
以下列出厦门美国领事馆有记载的历任领事和副领事。
| 姓名           | 姓名                     | 就任       | 离任           | 领事职务   | 备注                 |
| 中文译名       | 英文名                   | 就任       | 离任           | 领事职务   | 备注                 |
| -------------- | ------------------------ | ---------- | -------------- | ---------- | -------------------- |
| 毕奇           | Thomas G. Peachy         | 1846年     | 1849年         |            | 事务代理             |
| 俾列利查士威林 | Chales W.Bradley         | 1849年2月  | 1853年         | 领事       |                      |
| 海雅多马士夏   | Thomas Hart Hyatt        | 1854年     | 1861年4月至6月 | 领事       |                      |
| 弥俄礼         | Arthur B. Bradford       | 1861年6月  | 1862年12月     | 副领事     |                      |
| 倪分惠临       | Willam Irwin             | 1864年12月 | 1865年9月      | 领事       |                      |
| 李让礼         | C. W. Le Gendre          | 1867年1月  | 1872年12月     | 领事       |                      |
| 但尼           | O. N. Denny              | 1873年3月  | 1873年4月      | 领事       |                      |
| 恒德森约瑟     | Joseph J.Henderson       | 1873年7月  | 1878年12月     | 领事       |                      |
| 勾伯若         | W. E. Goldsborough       | 1879年7月  | 1885年9月      | 领事       | 兼管台湾             |
|                | J. J. Howard             | 1884年     |                | 副领事     | 见载于美国方面的记录 |
| 克罗威尔欧卫理 | William S. Crowell       | 1885年9月  | 1890年4月      | 领事       | 兼管台湾             |
| 范嘉士         | Francis Cass             | 1887年7月  |                | 副中文领事 | 兼管台湾             |
| 璧洛           | Edward Bedloe            | 1891年7月  | 1893年6月      | 领事       | 兼管台湾             |
| 霍奇           | J. Hampton Hoge          | 1893年5月  | 1893年12月     | 领事       | 兼管台湾             |
| 金渥德         | Delenware Kemper         | 1894年5月  | 1897年6月      | 领事       | 兼管台湾             |
| 巴詹声         | Anson Burlingame Johnson | 1897年6月  | 1901年         | 领事       |                      |
|                | Carl Johnson             | 1898年     | 1902年         | 副领事     | 见载于美国方面的记录 |
| 费思洛         | John H.Fesler            | 1901年7月  | 1904年9月      | 领事       |                      |
|                | Carl Johnson             | 1904年     |                | 副领事     | 见载于美国方面的记录 |
| 安得森         | George Anderson          | 1905年2月  | 1906年2月      | 领事       |                      |
| 来顿           | Stuart K. Lupton         | 1905年     | 1906年         | 副领事     |                      |
| 琶德克         | Harry L. Paddock         | 1906年5月  | 1908年4月      | 领事       |                      |
|                | E. Carleton Baker        | 1907年     | 1908年         | 副领事     | 见载于美国方面的记录 |
| 安立得         | Julean H. Arnold         | 1908年6月  | 1912年5月      | 领事       |                      |
| 梅纳尔         | Lester Maynard           | 1912年8月  | 1916年8月      | 领事       |                      |
| 巴字乐         | Charles F. Brissel       | 1914年     |                | 副领事     |                      |
| 辛克           | H. Hoyle Sink            | 1915年9月  | 1916年9月      | 副领事     |                      |
| 高思           | Clearence E. Gauss       | 1916年9月  | 1920年6月      | 领事       |                      |
| 勃海尔         | Andrew Jackson Brewer    | 1918年6月  | 1912年2月      | 副领事     |                      |
| 克来恩         | Charles E. Kline         | 1919年8月  | 1920年6月      | 副领事     |                      |
| 美尔本         | Harvey Lee Milbourne     | 1920年8月  | 1920年11月     | 副领事     |                      |
| 凯尔腾         | Algar E. Carleton        | 1920年8月  | 1924年4月      | 领事       |                      |
| 司泰腾         | Verue S. Staten          | 1921年10月 |                | 副领事     |                      |
| 威尔逊         | T. M. Wilson             | 1921年11月 |                | 领事       |                      |
| 麦高蒂         | William J. MacCafferty   | 1923年7月  | 1923年9月      | 领事       |                      |
| 多麦弟         | Francis P. Dormady       | 1924年1月  | 1924年8月      | 副领事     |                      |
| 魏伯           | Leroy Webber             | 1924年8月  | 1926年4月      | 领事       |                      |
| 司突郎         | George W. Strong         | 1924年9月  | 1926年10月     | 副领事     |                      |
| 蒲约翰         | John Putnam              | 1926年4月  | 1931年8月      | 领事       |                      |
| 美尔本         | Harvey Lee Milbourne     | 1927年     |                | 副领事     |                      |
| 白利南         | Charles J. Brennan       | 1928年10月 | 1931年9月      | 副领事     |                      |
| 傅克林         | Lynn W. Franklin         | 1931年5月  | 1933年10月     | 领事       |                      |
| 狄克           | Hasell H. Dick           | 1933年10月 | 1937年10月     | 领事       |                      |
| 山智威         | Charles C. Sundell       | 1931年9月  | 1934年12月     | 副领事     |                      |
| 欧德福         | Leland C. Altaffer       | 1936年6月  |                | 副领事     |                      |
| 马美砥         | Karl de G. Mac Vitty     | 1938年5月  | 1941年         | 副领事     |                      |
| 梅瑞乐         | George R. Merrell        | 1937年     | 1938年         | 领事       |                      |
| 毕尔智         | James B. Pilcher         | 1941年5月  |                | 副领事     |                      |
| 柯芬           | Coffin                   | 1946年4月  | 1946年5月      | 副领事     |                      |